# Droga wojewódzka 349
Die Droga wojewódzka 349 (DW 349) ist eine einen Kilometer lange Droga wojewódzka (Woiwodschaftsstraße) in der polnischen Woiwodschaft Niederschlesien, die den Bahnhof Wrocław Kuźniki in Wrocław mit der Droga krajowa 94 verbindet. Die Strecke liegt in der kreisfreien Stadt Wrocław.

## Streckenverlauf
Woiwodschaft Niederschlesien, Kreisfreie Stadt Wrocław
-  Wrocław (Breslau): Stadtteil Kuźniki (Schmiedefeld) (A 4, A 8, S 5, S 8, DK 5, DK 35, DK 94, DK 98, DW 320, DW 322, DW 327, DW 336, DW 337, DW 342, DW 347, DW 356, DW 359, DW 362, DW 395, DW 452, DW 453, DW 455)